# Ephemerum cohaerens
Ephemerum cohaerens là một loài rêu trong họ Ephemeraceae. Loài này được Hedw. Hampe mô tả khoa học đầu tiên năm 1837.